# آلان بلوم
آلان بلوم (بالفرنسية: Alain Blum )‏ (و. 1958 – م) هو مؤرخ، من فرنسا.